# Hey Hey Hey
『Hey Hey Hey』（ヘイ ヘイ ヘイ）は、超特急の16枚目のシングル。2019年6月10日にSDRから発売された。

## 概要
超特急の令和初のシングル。7周年記念シングルとして発売。2019年の全国33公演・10万人動員の超特急史上最長＆最多ツアー『EUPHORIA～Breakthrough, The Six Brave Stars～』のテーマ曲。カップリングには各メンバーをイメージした楽曲が収録されており、ジャケットはそれぞれメンバーがセンターとなっている。さらに、超特急のシングルCDでは初めてタカシのセンター曲が発売。

## 収録曲
初回限定盤
1. 「Hey Hey Hey」 – 3:26
作詞・作曲：A-dream・Dr.Swing・Chevy Legato・Sweep
2. 「Drawイッパツ！」 – 3:37
作詞・作曲：KOUGA・Yuichi Harada

以降カップリング2曲目が各メンバーセンター曲
KAIセンター盤
1. 「Hey Hey Hey」
2. 「Before Dawn」– 4:09
作詞：Kaneko Mayumi / 作曲：Park Woo Sung
3. 「Drawイッパツ！」

RYOUGAセンター盤
1. 「Hey Hey Hey」
2. 「激おこスティックファイナリアリティぷんぷんドリームわ～るど」– 4:24
作詞：K2DN・shodagegege / 作曲：K2DN
3. 「Drawイッパツ！」

TAKUYAセンター盤
1. 「Hey Hey Hey」
2. 「Four Seasons」– 3:45
作詞：IE-MON / 作曲：Brad.K・IE-MON・DJ ISHII
3. 「Drawイッパツ！」

YUKIセンター盤
1. 「Hey Hey Hey」
2. 「Play Back」– 4:08
作詞：syowa potato・Tomoki Okazawa / 作曲：Tomoki Okazawa
3. 「Drawイッパツ！」

YUSUKEセンター盤
1. 「Hey Hey Hey」
2. 「TAXI」– 3:21
作詞：IE-MON / 作曲：Xisco・IE-MON
3. 「Drawイッパツ！」

TAKASHIセンター盤
1. 「Hey Hey Hey」
2. 「小さな光」– 4:14
作詞：SHOHEI / 作曲：SHOHEI
3. 「Drawイッパツ！」

Loppi・HMV Limited 7th Anniversary BOX
CDデビュー7周年を記念したスペシャルBOX！シングル全7枚とDJ和による『BULLET TRAIN “You Folia” NON STOP MIX by DJ和』CD1枚をコンパイルした超限定BOX！！